# Î
Î, î یا I ِ هشتک‌دار یکی از حروف الفبای رومانیایی، کردی و فریولی می‌باشد. همچنین در زبان‌های فرانسوی،ترکی استانبولی، ویلزی و والون به عنوان متغیری از i وجود دارد.

## کاربردها
- این حرف در کردی و فریولی نشان‌دهندهٔ واکهٔ /i:/ می‌باشد.
- در رومانیایی دوازدهمین حرف الفبا بوده و نشان‌دهندهٔ /ɨ/ می‌باشد.
- در زبان ویلزی نشان دهندهٔ i بلند تکیه‌دار [i:] می‌باشد.
- در ترکی استانبولی نشان‌دهندهٔ واکهٔ /i:/ در وامواژگان عربی است.